# Rua dos Combatentes da Grande Guerra

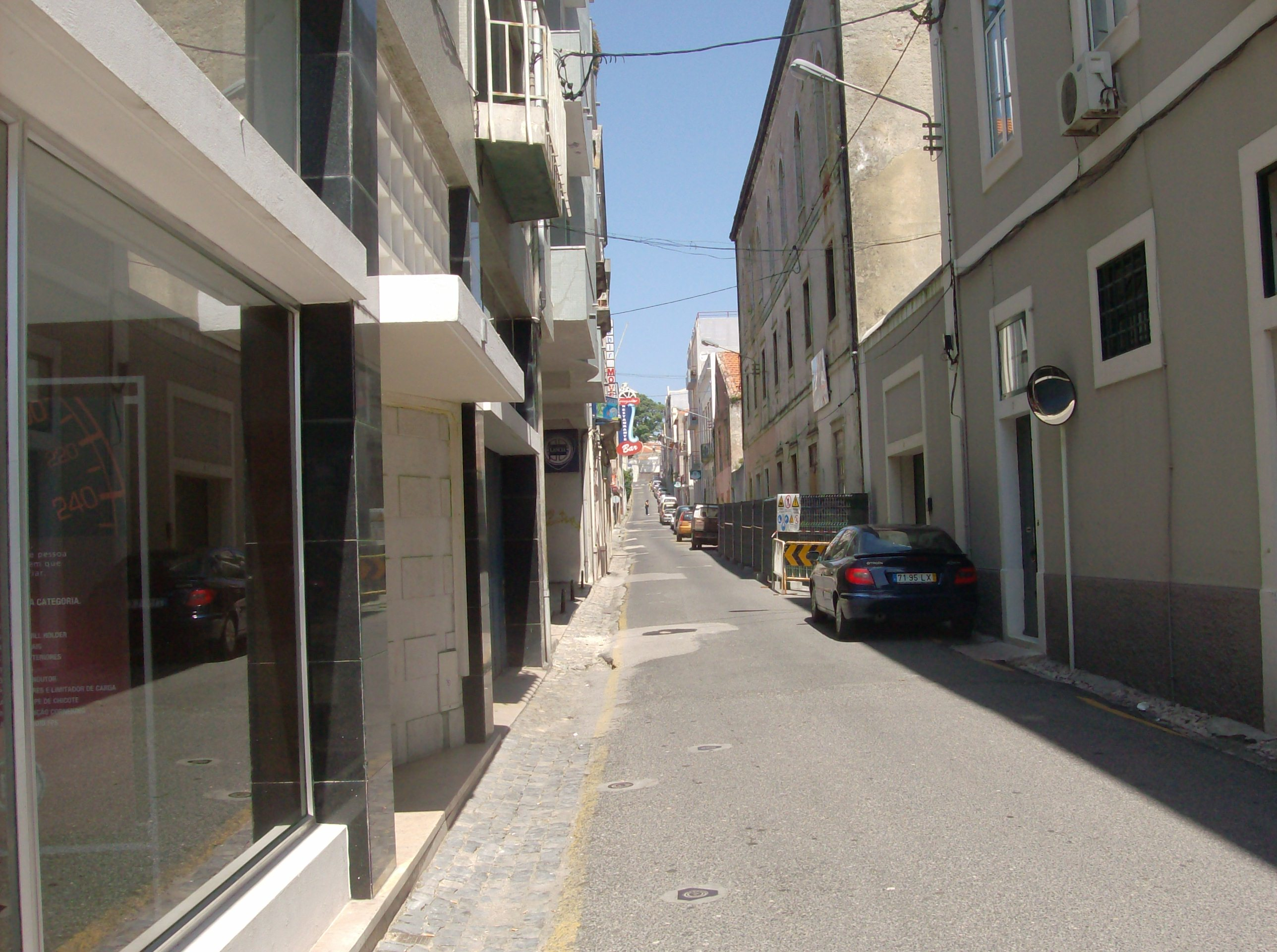
A Rua dos Combatentes da Grande Guerra

A Rua dos Combatentes da Grande Guerra é uma rua no centro da cidade da Figueira da Foz em Portugal.

## História
A rua foi aberta em 1785, quando se fizeram obras de protecção da Praia da Reboleira, onde atualmente se situa a Praça Oito de Maio (Figueira da Foz).
Nomes que a rua já teve:
- Rua Nova da Praia,
- Rua da Praça Nova,
- Rua Nova de Santo António,
- Rua Nova que vai da Praia para Santo António,
- Rua Nova que vai para a Praia da Reboleira,
- Vale de Canos,
- Rua Nova da Reboleira,
- Rua Nova.

## Ruas com que se cruza
A rua, de sul para norte, começa na Praça Oito de Maio, faz cruzamento com a Rua da Restauração no ponto em que a Rua da Restauração muda de nome para Rua Maurício Pinto. A rua acaba na Rua do Hospital e na Rua Visconde da Marinha Grande (a mesma situação que a anterior).